# روتسانو
روتسانو (بالإيطالية: Rozzano)‏، مدينة إيطالية في مقاطعة ميلانو ضمن إقليم لومبارديا، وتقع على بعد حوالي 9 كيلومترات جنوب مدينة ميلانو. يبلغ عدد سكانها 38،493 ومساحة 12.3 كم ².

## السكان
في سنة 1861 بلغ عدد السكان 1٬278 نسمة، وتطور العدد ليصل في سنة 2011 لـ 39٬983 نسمة.
يظهر هذا المخطط البياني تطور النمو السكاني لـ روتسانو